# Eren Derdiyok
Eren Derdiyok, né le 12 juin 1988 à Bâle, est un footballeur international suisse d'origine kurde de
Turquie,, de Tunceli, évoluant au poste d'avant-centre. Il joue actuellement au FC Schaffhouse. Les Bâlois l'ont surnommé « le buteur des grands stades », faisant allusion à ses deux magnifiques buts face à l'Angleterre à Wembley, et au Camp Nou face au FC Barcelone.

## Biographie

### Enfance et formation
Eren Derdiyok est né à Bâle et est d'origine kurde Alévi de Turquie,.

#### Les débuts (2005-2006)
Eren Derdiyok commence sa carrière dans les équipes de jeunes du BSC Old Boys, un club de 2e ligue régionale, soit la 5e division suisse. L'entraîneur Massimo Ceccaroni le fait débuter en équipe première. Christian Gross, l'entraîneur du FC Bâle remarque son talent, lors d'un match de Coupe de Suisse opposant son équipe aux Old Boys. Derdiyok est ainsi transféré au FC Bâle en 2006.

#### L'aventure bâloise (2006-2009)
Chez les Rhénans, il s'impose peu à peu et c'est finalement lors de la saison 2007-2008 qu'il connaîtra du succès et notamment en équipe de Suisse. Durant cette saison 2007-2008, Derdiyok réalise le doublé coupe-championnat avec son club, il inscrit 7 buts en Super League pour le FC Bâle et marque lors de la finale de la Coupe de Suisse. Il dispute également la Coupe UEFA. À la suite de sa bonne saison, il se fait aussi sélectionner pour l'Euro 2008.
Lors de la saison 2008-2009, il inscrit le but égalisateur (1-1) face au FC Barcelone lors de la phase de groupe de la Ligue des Champions. Son sens du but et ses bonnes performances attireront des grands clubs européens dont Galatasaray SK et quelques clubs de Serie A, il rejoint finalement son coéquipier Tranquillo Barnetta en signant un contrat de quatre ans avec le Bayer Leverkusen, le 28 mai 2009.

#### Bayer Leverkusen (2009-2012)
Dès son arrivée en Bundesliga, Derdiyok bénéficie de la confiance de son entraîneur Jupp Heynckes, qui en fait un titulaire aux côtés de Stefan Kiessling, où durant la saison 2009-2010, il marque 12 buts en 33 matchs de Bundesliga.
Pour la saison 2010-2011, il joue en alternance avec Kiessling du fait du changement de tactique (4-2-3-1).
Lors de la saison 2011-2012, il inscrit un but d'anthologie en octobre face au VfL Wolfsburg, but qu'il qualifiera lui-même comme étant le plus beau de sa carrière. Sur une longue balle qu'il reçoit dans les 16 mètres, il contrôle, fait un sombrero à un joueur et marque sur une superbe bicyclette, beaucoup parlent alors du but de l'année. Le 23 novembre, il rentre en jeu face à Chelsea en Ligue des Champions, le Bayer étant mené 1 à 0, il égalise sur une tête à la 73e et Manuel Friedrich inscrit le but de victoire à la 91e ce qui permet au Bayer Leverkusen de se qualifier pour les 8e de finale. Quelques jours plus tard, il inscrit un hat-trick face au Hertha Berlin, alors que le Bayer est mené 2 à 0, il finit la rencontre à 3-3.

#### TSG 1899 Hoffenheim puis retour au Bayer Leverkusen (2012-2014)
Le 2 mai 2012, le magazine Kicker annonce le transfert du Suisse à Hoffenheim pour un montant de 8 millions d'euros. Le contrat est d'une durée de 4 ans. Comme il perd sa place à la pointe de l'attaque, son manque de temps de jeu le pousse à obtenir un prêt d'une saison en faveur de son ancien club le Bayer Leverkusen, le 30 août 2013.

#### Vers un nouveau souffle avec Kasımpaşa (2014-2016)
Derdiyok rejoint le club turque de Kasımpaşa le 19 mai 2014. Mais il se blesse lors de l'intersaison avec son club avec une indisponibilité de 6 mois. Ce n'est qu'en avril 2015 qu'il joue son premier match sous les couleurs du club stambouliote, entrant à quelques minutes de la fin. Il marque son premier but pour Kasımpaşa lors de son deuxième match face à Bursaspor.

#### Galatasaray (2016-2019)
Durant l'été 2016, Derdiyok signe à Galatasaray pour trois ans. Il joue son premier match officiel lors de la Supercoupe de Turquie, qu'il gagne avec son nouveau club. Lors de son premier match en Süper Lig, Derdiyok marque un but à la 90e minute.

#### Göztepe (2019-2020)
En juillet 2019, Derdiyok s'engage pour deux saisons au Göztepe SK.
Derdiyok peine à s'imposer et se retrouve rapidement sur le banc en championnat, cumulant seulement cinq matchs à la trêve hivernale. Il est toutefois efficace en Coupe, marquant trois buts en quatre rencontres.

#### Pakhtakor Tachkent (2020-2021)
Le 17 janvier 2020, Derdiyok signe au Pakhtakor Tachkent. Il a gagné le championnat et la coupe ouzbek.
En 2021, il quitte le club pour retourner en Turquie : le MKE Ankaragücü.

#### MKE Ankaragücü (2021-2023)
Le 6 août 2021, il rejoint le club turque le MKE Ankaragücü pour un contrat qui court jusqu'au 30 juin 2023 (il y porte le n°9). Il quitte le club en janvier 2023.

#### Retour en Suisse, FC Schaffhouse (depuis 2023)
En juin 2023, il s'engage pour 2 saisons au FC Schaffhouse (le club évolue actuellement en Challenge League), soit jusqu'en 2025,.

### Carrière internationale
Né en Suisse mais d'origine kurde, Derdiyok choisi de représenter la Nati. Il intègre l'équipe de Suisse des moins de 19 ans, puis dispute les matches qualificatifs pour le Championnat d'Europe Espoirs 2009 avec la sélection suisse. À cette occasion, il marque 7 buts en 5 matches et devient le meilleur buteur de la sélection Espoirs.

#### Les débuts chez les A (2008)
En février 2008, Eren Derdiyok est appelé en équipe nationale par le sélectionneur Köbi Kuhn pour pallier les absences des attaquants Alexander Frei et Marco Streller. Lors du match amical face à l'Angleterre, disputé au Wembley Stadium, il entre en jeu en seconde période et égalise à 1-1.

#### L'Euro 2008, réussite personnelle, échec collectif

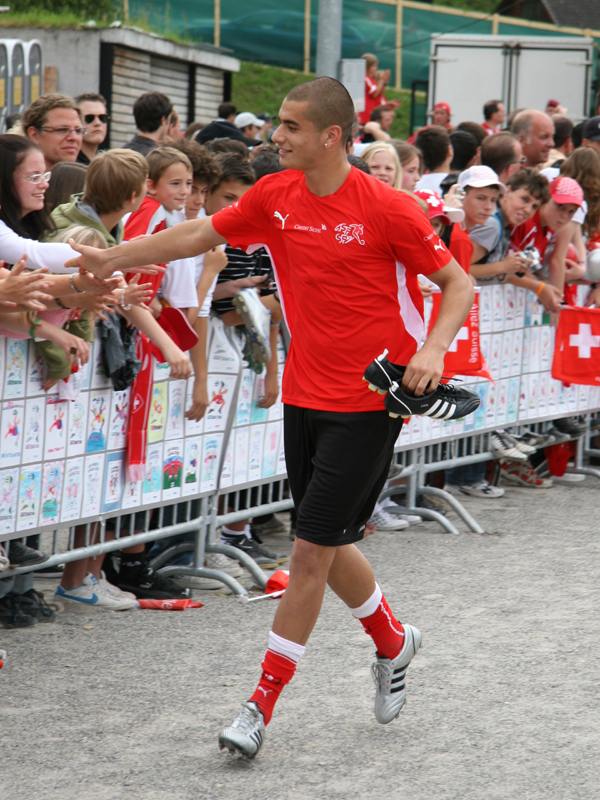
Derdiyok avec la Suisse en 2008

Grâce à sa bonne saison à Bâle, Derdiyok fait partie à 20 ans des 23 joueurs suisses sélectionnés en vue de l'Euro 2008 en étant préféré à Häberli et Lustrinelli, il est le plus jeune joueur de la compétition. Remplaçant au début de la compétition, il sera finalement titulaire lors des deux derniers matchs de l'équipe de Suisse, il est l'unique passeur décisif pour l'unique buteur de la Suisse Hakan Yakın, il devient ainsi au cours de ce tournoi le deuxième meilleur passeur avec 2 passes décisives et Yakın, deuxième meilleur buteur avec 3 buts. Pour sa première grande compétition avec la Suisse, Derdiyok a beaucoup apporté alors qu'il était seulement remplaçant au début du tournoi, mais au terme du collectif, cela reste décevant, car la Suisse est éliminée dès le 1er tour.

#### Coupe du monde 2010
Derdiyok est retenu par Ottmar Hitzfeld, pour disputer la Coupe du monde 2010 en Afrique du Sud et il est le 3e choix en attaque derrière Blaise N'Kufo et Alexander Frei dans l'esprit d'Hitzfeld. Il est titulaire lors du premier match de la Suisse contre l'Espagne du fait de la blessure d'Alexander Frei, où il réalise un match sensationnel et est passeur décisif pour Gelson Fernandes, qui permet à la Suisse de battre le Champion d'Europe en titre et futur champion du monde. Il a notamment failli inscrire le 2 à 0, en dribblant la défense espagnole, il enchaîne avec un tir qui touchera le poteau. Contre le Chili, il est remplacé par Frei, mais il rentrera en jeu et a notamment failli égaliser, la balle passant très proche des cages chiliennes. Alors que la victoire est impérative contre le Honduras, la Suisse sera très malchanceuse, obtenant occasions sur occasions avec un Derdiyok et Yakin très dangereux, elle ne parvient pourtant pas à marquer et est éliminée de la compétition.

#### 2012-2015: Qualifications ratées puis traversée du désert
Derdiyok confirme ainsi sa place de titulaire après cette Coupe du monde. À la suite des retraites de N'Kufo, Frei, Streller et Hakan Yakın, il est très attendu, mais son rendement reste parfois mitigé, l'équipe de Suisse étant éliminée lors des éliminatoires de l'Euro 2012.
Néanmoins, l'équipe de Suisse en pleine phase de transition remontre de bonnes choses lors des rencontres contre la Bulgarie et l'Angleterre et décroche un nul face aux Pays-Bas, en match amical.
La rencontre-clé de Derdiyok en sélection aura lieu le 26 mai 2012, face à l'Allemagne, une des équipes favorites pour l'Euro 2012 : il inscrit son premier triplé en équipe nationale sur notamment des passes décisives de son coéquipier en club, Tranquillo Barnetta, lors d'une rencontre impressionnante, qui a vu la Suisse créer la surprise en s'imposant 5 à 3.
N'étant pas titulaire à Hoffenheim puis au Bayer Leverkusen, Eren Derdiyok n'est pas retenu par Ottmar Hitzfeld pour la Coupe du monde de 2014 qui lui préfère Haris Seferović, Josip Drmić ou encore Admir Mehmedi. Il est rappelé en automne 2015 par Vladimir Petković, après deux ans d’absence en sélection et il marque un but contre Saint-Marin pour son retour.

## Statistiques

### Statistiques détaillées par saison
Le tableau ci-dessous récapitule les statistiques en match officiel d'Eren Derdiyok :
| Saison                | Club                    | Championnat           | Championnat | Championnat | Coupe(s) nationale(s) | Coupe(s) nationale(s) | Supercoupe | Supercoupe | Compétition(s) continentale(s) | Compétition(s) continentale(s) | Compétition(s) continentale(s) | Total | Total |
| Saison                | Club                    | Division              | M.          | B.          | M.                    | B.                    | M.         | B.         | Comp.                          | M.                             | B.                             | M.    | B.    |
| 2005-2006             | BSC Old Boys            | 2e ligue              | 18          | 10          | 2                     | 4                     | -          | -          | -                              | -                              | -                              | 20    | 14    |
| 2006-2007             | FC Bâle                 | Super League          | 12          | 1           | 2                     | 0                     | -          | -          | -                              | -                              | -                              | 14    | 1     |
| 2007-2008             | FC Bâle                 | Super League          | 27          | 7           | 5                     | 3                     | -          | -          | C3                             | 7                              | 0                              | 39    | 10    |
| 2008-2009             | FC Bâle                 | Super League          | 24          | 9           | 4                     | 3                     | -          | -          | C1                             | 9                              | 2                              | 37    | 14    |
| 2009-2010             | Bayer Leverkusen        | 1. Bundesliga         | 33          | 12          | 2                     | 1                     | -          | -          | -                              | -                              | -                              | 35    | 13    |
| 2010-2011             | Bayer Leverkusen        | 1. Bundesliga         | 32          | 6           | 2                     | 3                     | -          | -          | C3                             | 10                             | 3                              | 44    | 12    |
| 2011-2012             | Bayer Leverkusen        | 1. Bundesliga         | 25          | 7           | 1                     | 1                     | -          | -          | C1                             | 7                              | 2                              | 33    | 10    |
| 2012-2013             | TSG Hoffenheim          | 1. Bundesliga         | 19          | 1           | 1                     | 0                     | -          | -          | -                              | -                              | -                              | 20    | 1     |
| 2013-2014             | Bayer Leverkusen (prêt) | 1. Bundesliga         | 18          | 1           | 3                     | 0                     | -          | -          | C1                             | 5                              | 0                              | 26    | 1     |
| 2014-2015             | Kasımpaşa               | Süper Lig             | 7           | 2           | -                     | -                     | -          | -          | -                              | -                              | -                              | 7     | 2     |
| 2015-2016             | Kasımpaşa               | Süper Lig             | 31          | 13          | 1                     | 1                     | -          | -          | -                              | -                              | -                              | 32    | 14    |
| 2016-2017             | Galatasaray             | Süper Lig             | 31          | 10          | 6                     | 2                     | 1          | 0          | -                              | -                              | -                              | 38    | 12    |
| 2017-2018             | Galatasaray             | Süper Lig             | 19          | 3           | 7                     | 1                     | -          | -          | C3                             | 2                              | 0                              | 28    | 4     |
| 2018-2019             | Galatasaray             | Süper Lig             | 13          | 7           | -                     | -                     | 1          | 1          | C1                             | 4                              | 2                              | 18    | 10    |
| 2019-2020             | Göztepe                 | Süper Lig             | 5           | 0           | 4                     | 3                     | -          | -          | -                              | -                              | -                              | 9     | 3     |
| 2020                  | Pakhtakor Tachkent      | Superligasi           | 22          | 9           | 4                     | 3                     | -          | -          | AFC                            | 7                              | 2                              | 33    | 14    |
| Total sur la carrière | Total sur la carrière   | Total sur la carrière | 336         | 98          | 44                    | 25                    | 2          | 1          | -                              | 51                             | 11                             | 433   | 135   |

### Buts internationaux
| #   | Date             | Lieu                 | Adversaire    | Score | Résultat | Compétition                             |
| --- | ---------------- | -------------------- | ------------- | ----- | -------- | --------------------------------------- |
| 1.  | 6 février 2008   | Londres, Angleterre  | Angleterre    | 1-2   | Défaite  | Match amical                            |
| 2.  | 9 septembre 2009 | Riga, Lettonie       | Lettonie      | 2-2   | Nul      | Éliminatoires de la Coupe du monde 2010 |
| 3.  | 10 août 2011     | Vaduz, Liechtenstein | Liechtenstein | 2-1   | Victoire | Match amical                            |
| 4.  | 11 octobre 2011  | Bâle, Suisse         | Monténégro    | 2-0   | Victoire | Éliminatoires de l'Euro 2012            |
| 5.  | 26 mai 2012      | Bâle, Suisse         | Allemagne     | 5-3   | Victoire | Match amical                            |
| 6.  | 26 mai 2012      | Bâle, Suisse         | Allemagne     | 5-3   | Victoire | Match amical                            |
| 7.  | 26 mai 2012      | Bâle, Suisse         | Allemagne     | 5-3   | Victoire | Match amical                            |
| 8.  | 14 novembre 2012 | Sousse, Tunisie      | Tunisie       | 2-1   | Victoire | Match amical                            |
| 9.  | 9 octobre 2015   | Saint-Gall, Suisse   | Saint-Marin   | 7-0   | Victoire | Éliminatoires de l'Euro 2016            |
| 10. | 13 novembre 2015 | Trnava, Slovaquie    | Slovaquie     | 2-3   | Défaite  | Match amical                            |
| 11. | 13 novembre 2016 | Lucerne, Suisse      | Îles Féroé    | 2-0   | Victoire | Éliminatoires de la Coupe du monde 2018 |

## Palmarès
FC Bâle (3)
- Super League
  - Champion en 2008.
- Coupe de Suisse
  - Vainqueur en 2007 et 2008.

 Galatasaray SK (2)
- Süper Lig
  - Champion en 2018.
- Supercoupe de Turquie
  - Vainqueur en 2016.

 Pakhtakor Tachkent (2)
- Superligasi
  - Champion en 2020.
- Coupe d'Ouzbékistan
  - Vainqueur en 2020.

 MKE Ankaragücü
- TFF First League
  - Champion en 2022.